# Етнофобія
Етнофобія — упереджене, вороже ставлення до представника певного етносу, себто народу, яке не засновується на раціональних (наприклад, війна певною країною, яку той представляє) міркуваннях та, найголовніше, індивідуальних його рисах.
У деяких випадках людина проявляє етнофобію у відношенні до свого власного народу.

## Дослідження етнофобій
Російський вчений М.Долбілов зазначає, що вивченні етнофобій, особливо в регіоні Східної Європи є, мабуть, щось магічне і таке, що зачаровує дослідника. Прояви міжетнічної неприязні, недовіри і ненависті — делікатні, конфліктогенні феномени, про які в «доброму суспільстві» довгий час було прийнято не згадувати, а то і зовсім заборонено розмірковувати. Напевно саме тому сьогодні спеціалізація в цій області стала з академічної точки зору досить престижною. Саме вже звернення до аналізу етнофобій стає немов би натяком на наявність у вченого першокласного методологічного та інтерпретативного інструментарію, посвідченням його епістемологічної сміливості і незалежності. Не випадково «фобії» зараз у явно більшій пошані, ніж «філії».